# Molusco contagioso
Molusco contagioso é uma infeção viral que causa pápulas na pele rosadas, abobadadas, moles, oleosas ou perláceas e umbilicadas. Em alguns casos as pápulas são pruriginosas ou dolorosas. As pápulas podem ocorrer de forma isolada ou em grupos e podem afetar qualquer área da pele. As áreas mais comuns são o abdómen, pernas, braços, pescoço, área genital e face. As lesões aparecem cerca de sete semanas após a infeção. A doença geralmente desaparece sem deixar cicatrizes.
O molusco contagioso é causado por um poxvírus denominado vírus do molusco contagioso (VMC). O vírus é transmitido ou por contacto directo, incluindo por via sexual, ou através de objetos contaminados, como toalhas de banho. A doença pode também ser transmitida para outras áreas da pele pela própria pessoa. Entre os fatores de risco estão um sistema imunitário debilitado, dermatite atópica e viver em locais de elevada densidade populacional. Após uma infecção, é possível ser infectado novamente. O diagnóstico é normalmente baseado na aparência.
Entre as medidas de prevenção estão lavar as mãos e evitar partilhar objetos de uso pessoal. Embora na generalidade dos casos não seja necessário qualquer tratamento, algumas pessoas podem querer remover as lesões por motivos estéticos ou para prevenir a transmissão. A remoção pode ser realizada com crioterapia, terapia laser ou pela abertura de pequenas incisões para remover o interior da lesão. No entanto, as intervenções cirúrgicas podem deixar cicatrizes. Pode também ser administrada cimetidina por via oral ou pomadas de podofilotoxina para aplicação na pele.
Em 2010, encontravam-se infetadas com molusco contagioso cerca de 122 milhões de pessoas em todo o mundo (1,8% da população). A doença é mais comum em crianças entre 1 e 10 anos de idade. O molusco contagioso não é motivo para impedir a criança de frequentar a escola ou o infantário.